# 一硫化镱
一硫化镱是一种无机化合物，化学式为YbS。它可由硫和镱在惰性气氛中反应得到：
Yb + S  →  YbS
或由三硫化二镱和金属镱在真空中于1000–1100 °C反应制得。
Yb
2S
3 + Yb  →  3YbS
它可以形成立方晶体，空间群Fm3m，晶胞参数a = 0.5658 nm, Z = 4。它是一种半导体材料。